# Brevundimonas diminuta
Brevundimonas diminuta is een gram-negatieve bacterie die in de bodem te vinden is. Dat de soort kan groeien op rode bloedcellen maakt het pathogeen voor de mens. Het kan groeien op temperaturen variërend van 4 tot 40 graden Celsius.